# Moataz Matar
 (septembre 2018).
Pour les articles homonymes, voir Matar.
Moataz Matar (arabe : معتز مطر) né le 4 juillet 1974 au Caire est un journaliste égyptien devenu célèbre après la révolution de 2011 grâce à son émission Mu'taz (ar) diffusée sur la chaîne Al-Sharq (ar). Il est connu pour sa critique sévère du gouvernement égyptien après le coup d'État de 2013, ainsi que de la déterioration de la situation politique dans les pays arabes en général.

## Carrière
Il a commencé sa carrière dans une station de radio en Égypte appelée le programme jeunesse et sports, puis il a rejoint Art TV, une chaîne égyptienne au début des années 2000 où il a travaillé avec l'équipe égyptienne d'Al Ahly SC où il a voyagé avec eux dans différents endroits. à travers le monde et les a escortés à leurs matches et championnats, ce programme s'appelait Al Abtal fel Adghal, il a également réalisé ce programme sur la chaîne de télévision Al-Ahly TV.
Il a également fait carrière dans le sport dans la chaîne Modern où il a été commentateur de matchs de football. Il a travaillé en politique en 2010, avant de travailler en 2005-2009 comme média sportif dans les réseaux de l'art et de la modernité, et après la révolution du 25 janvier. Le programme de la station d'Egypte sur la chaîne de la liberté moderne du réseau Modern jusqu'à ce qu'il soit parti en février 2012 à cause de (couper le son sans raison) et a raté longtemps puis est revenu pour présenter un programme du même nom sur le La chaîne Misr 25 Frères musulmans et a continué pendant plusieurs mois jusqu'à ce qu'il quitte la chaîne car La chaîne est intervenue dans les politiques du programme, puis est revenue après le coup d'État pour présenter une émission (avec Moataz) sur El-Sharq.

### Condamnations
Le 8 juillet 2015, le Tribunal égyptien des délits mineurs de Dokki (en) condamne par contumace Moataz Matar et son collègue Mohamed Nasser Ali (ar) à dix ans d'emprisonnement pour tentative de « renversement du régime, incitation à la révolte contre les institutions d'État et apologie de la violence contre l'armée et la police ».
Le 5 juin 2016, le même tribunal condamne par contumace les deux hommes à deux ans d'emprisonnement et 5 000 livres d'amende pour incitation à la rébellion et propagation de rumeurs contre les forces armées, la police et les institutions d'État, et pour avoir tourné en ridicule le Président Abdel Fattah al-Sissi.